# Filipów (gmina)
Filipów – gmina wiejska w województwie podlaskim, w powiecie suwalskim. W latach 1975–1998 gmina położona była w województwie suwalskim.
Siedziba gminy to Filipów.
Według danych z 30 czerwca 2008 gminę zamieszkiwały 4522 osoby. Natomiast według danych z 31 grudnia gminę zamieszkiwało 4382 osoby..

## Historia
Gmina Filipów powstała za Królestwa Polskiego – 31 maja 1870 w powiecie suwalskim w guberni suwalskiej w związku z utratą praw miejskich przez miasto Filipów i przekształceniu jego w wiejską gminę Filipów w granicach dotychczasowego miasta z dołączeniem niektórych miejscowości z sąsiedniej gminy Pawłówka.

## Struktura powierzchni
Według danych z roku 2005 gmina Filipów ma obszar 150,35 km², w tym:
- użytki rolne: 75%
- użytki leśne: 8%

Gmina stanowi 11,5% powierzchni powiatu.

## Demografia

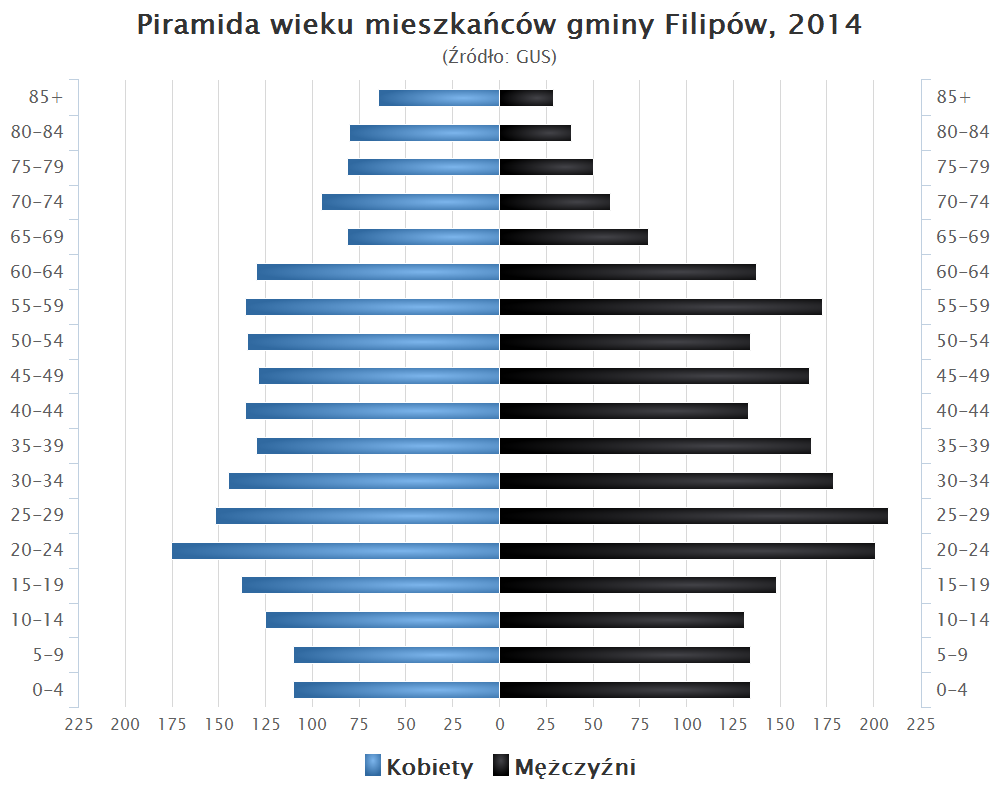
Piramida wieku mieszkańców gminy Filipów w 2014 roku

Dane z 31 grudnia 2017 roku.
| Opis                              | Ogółem | Ogółem | Kobiety | Kobiety | Mężczyźni | Mężczyźni |
| --------------------------------- | ------ | ------ | ------- | ------- | --------- | --------- |
| jednostka                         | osób   | %      | osób    | %       | osób      | %         |
| populacja                         | 4 382  | 100    | 2 143   | 48,8    | 2 244     | 51,2      |
| gęstość zaludnienia (mieszk./km²) | 29     | 29     | 14      | 14      | 15        | 15        |

## Sołectwa
Agrafinówka, Bartnia Góra, Czarne, Czostków, Filipów (sołectwa: Filipów Pierwszy, Filipów Drugi, Filipów Trzeci i Filipów Czwarty), Garbas Pierwszy, Garbas Drugi, Huta, Jemieliste, Mieruniszki, Nowa Dębszczyzna, Nowe Motule, Olszanka, Piecki, Rospuda, Smolenka, Stara Dębszczyzna, Stare Motule, Supienie, Szafranki, Tabałówka, Wólka, Zusno.

## Sąsiednie gminy
Bakałarzewo, Dubeninki, Gołdap, Kowale Oleckie, Olecko, Przerośl, Suwałki